# Heliodor (escriptor segle I aC)
Heliodor , en llatí Heliodoros, en grec antic Ἡλιόδωρος, fou un escriptor grec autor d'una obra en vers coneguda amb el títol Ἐγχειρίδιον (allò que es guarda a la mà) esmentada per Hefestió, Rufí i d'altres. També va escriure  Περὶ μουσικῆς (sobre la música), segons Priscià. Era el pare de l'escriptor Ireneu d'Alexandria i també el seu mestre, quan Ireneu portava el nom de Minuci Pacat. Va viure poc abans del regnat d'August.